# 53
Aquesta pàgina és per a l'any. Per al nombre, vegeu cinquanta-tres.

## Esdeveniments

### Lloc

#### Imperi Romà
- Claudi assegura un decret senatorials que dona la competència en els assumptes financers i fiscals als imperials. Això marca un important enfortiment de les potències imperialistes a costa de la Cambra de Senadors.
- Neró es casa amb Octavia.
- Claudi accepta a Neró com a successor en detriment de Claudi Tiberi Germànic, el seu fill per la seva primera dona, Valèria Messal·lina.

### Temàtiques

#### Religió
- Eoudis succeeix a Sant Pere com a Patriarca d'Antioquia.

#### Art i ciències
- Sèneca escriu la tragèdia Agamèmnon, que té la intenció de ser llegit com l'últim capítol d'una trilogia que inclou dos dels seus altres tragèdies, Medea i Èdip.

## Naixements
- 18 de setembre - Itàlica (la Bètica, Imperi Romà): Marc Ulpi Trajà, emperador romà des del 98 (m. 117).[1]
- Sant Sadurní, teòleg.
- Domícia Longina, primera esposa de l'emperador Domicià.
- Kanishka I, rei de l'Imperi Kushan.